# シュタイナウ・アン・デア・シュトラーセ
シュタイナウ・アン・デア・シュトラーセ (ドイツ語: Steinau an der Straße, ドイツ語発音: [ˈʃta͜ina͜u]) は、ドイツ連邦共和国ヘッセン州マイン＝キンツィヒ郡の市である。この街はグリム兄弟の街である。市の名前の "an der Straße"（「街道沿いの」）は、フランクフルト・アム・マインからライプツィヒに至る通商路「ヴィア・レギア」に由来し、同名の町や集落との区別のために添えられている。

## 地理

### 位置
シュタイナウは、南のシュペッサルト山地と北のフォーゲルスベルク山地との間のキンツィヒ川の谷に位置している。これに応じて、シュタイナウ周辺の南部は森林、北は農地が主である。

### 地質学
シュタイナウの中心街の北に、ヘッセン州で2つの鍾乳洞の1つである「トイフェルスヘーレ」がある。この約 250万年前の洞窟は1905年から開発されている。第二次世界大戦中、この洞窟はアメリカ軍によって一部破壊された。ムシェルカルク（貝殻石灰岩統）前期（約2億4000万年前）の大きなカルストの空洞は重要な地質学上の自然文化財である。

### 隣接する市町村
シュタイナウは、北はフライエンシュタイナウ（フォーゲルスベルク郡）、ノイホーフおよびフリーデン（ともにフルダ郡）、東はシュリュヒテルン、南は市町村に属さないグーツベツィルク・シュペッサルト（マーリョス地区はこれに囲まれている）、西はバート・ゾーデン＝ザルミュンスターおよびビルシュタイン（以上、いずれもマイン＝キンツィヒ郡）と境を接している。

### 市の構成
シュタイナウは、ベリングス (Bellings)、ヒンターシュタイナウ (Hintersteinau)、クレスベルク (Klesberg)、マールボルン (Marborn)、マーリョス (Marjoß)、ノイシュタル (Neustall)、ザルロート (Sarrod)、ラーベンシュタイン (Rabenstein)、レプスドルフ (Rebsdorf)、ザイデンロート (Seidenroth)、シュタイナウ (Steinau)、エルツェル (Uerzell)、ウルムバッハ (Ulmbach) の各市区からなる。

## 歴史

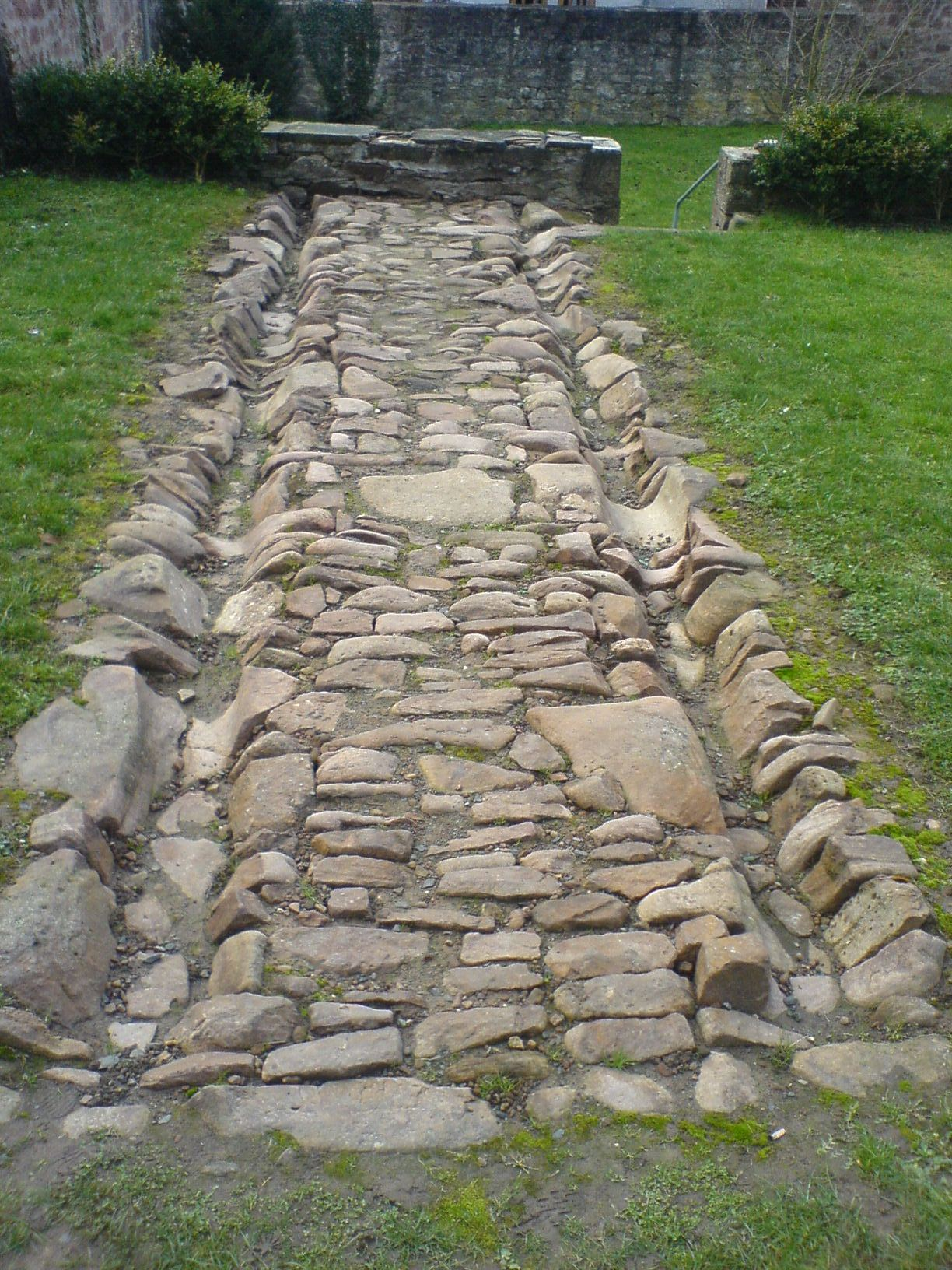
シュタイナウに遺る交易路「ヴィア・レギア」の跡

シュタイナウは、元々リーネック伯領であった。この集落は、フランクフルト・アム・マインとライプツィヒとを結ぶ通商路「ヴィア・レギア」沿いの重要な宿場であった。13世紀後半、シュペッサルト西部の覇権を巡って起こったマインツ大司教とリーネック伯との間の紛争は、1271年にマインツ大司教ヴェルナー・フォン・エップシュタインの勝利で終結した。和平協定の一部に、シュタイナウ・アン・デア・シュトラーセ市を含む豊富な嫁資を持つエリーザベト・フォン・リーネックがウルリヒ1世フォン・ハーナウに嫁ぐことが定められた。こうしてシュタイナウは、ハーナウ家、後のハーナウ伯家のものとなった。ハーナウ以前にハーナウ家の宮廷所在地であったヴィンデッケンに次ぐ、領内第2の都市として、ウルリヒ1世はシュタイナウに1290年7月4日に都市権を授け、ゲルンハウゼンの都市権を安堵した。
ハーナウ家は初めての防衛施設シュタイナウ城を建設し、ヴィア・レギア往来の安全性確保に活用した。後世、この城館はしばしばハーナウ伯妃の隠居所として用いられた。シュタイナウは、徐々にハーナウの「オーバーグラーフシャフト」、後のハーナウ＝ミュンツェンベルク伯領の中心へと発展していった。18世紀にはグリム兄弟の父親であるフィリップ・ヴィルヘルム・グリムも官僚で、アムト・シュタイナウの行政官としてこの地に勤務し、居住した。
最後のハーナウ伯ヨハン・ラインハルト3世が1736年に亡くなった後、シュタイナウはハーナウ伯領全域と共にヘッセン＝カッセル方伯領（19世紀初めからはヘッセン選帝侯領）となった。1821年の行政改革により、この街は新たに創設されたシュリュヒテルン郡に編入された。1866年、シュタイナウを含む選帝侯領は、普墺戦争の結果プロイセンに併合され、第二次世界大戦後はヘッセン州の一部となり、1974年の地域再編によってマイン＝キンツィヒ郡の一部となった。

## 行政

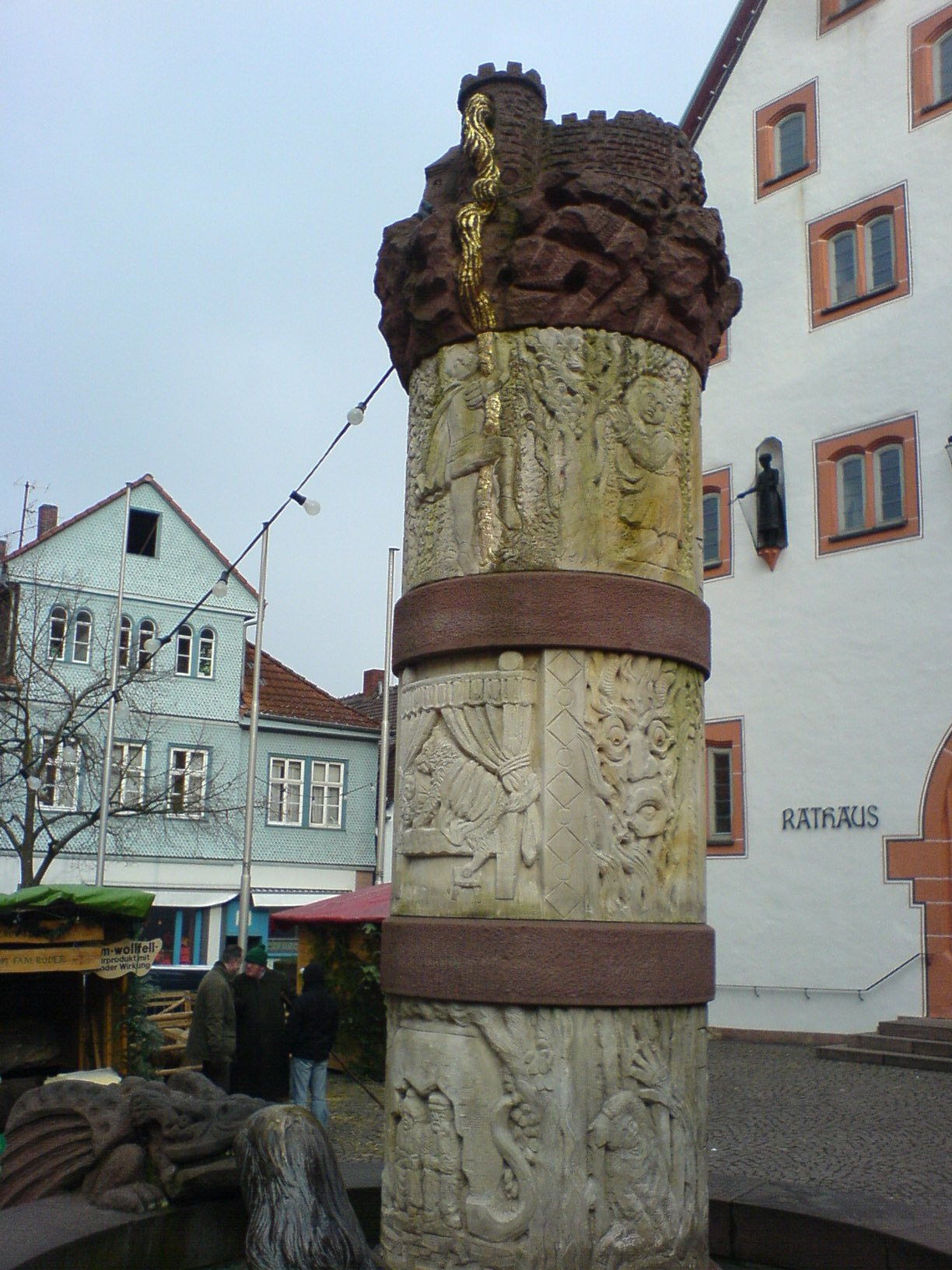
メルヘンの泉。背景右手が市庁舎

### 議会
このシュタイナウ・アン・デア・シュトラーセの市議会は、33議席からなる。

### 市長
クリスティアン・ツィンマーマン（無所属）は、2020年11月15日の市長選挙決選投票で 56.82 % の票を獲得してシュタイナウ・アン・デア・シュトラーセの市長に選出された。

### 姉妹都市
- モングエルフォ＝テシド（イタリア、トレンティーノ＝アルト・アディジェ州）1988年11月26日

各市区の姉妹都市協定は、以下の通り。
- Szederkény（ハンガリー、バラニャ県）ウルムバッハ地区 1988年10月3日
- Sarród（ハンガリー、ジェール・モション・ショプロン県）サルロート地区 2000年6月24日
- Naszály（ハンガリー、コマーロム・エステルゴム県）ヒンターシュタイナウ地区 2002年6月1日

### 紋章
図柄: 青地で緑の基部に白い服を着て、金の髪、金の冠を被り、銀の光背を背負った女性が立っている。冠の下左側（向かって右）に緩やかに波打ち、腰まで届く幅の狭い赤い布が見える。伸ばして広げた右手に6本スポークの金の輪を載せている。左手は銀の剣を握っているが、その切っ先は地面に接している。女性の右（向かって左）には金地に3本の赤いシェブロンが描かれた小さな盾が置かれている。左は、5つの突起を持つ星5つが盾の波状に配置されている。
解説: この紋章は、町の守護聖人である聖カタリナを描いている。この聖女は、車大工、粉挽き、若妻、少女、学生、司書、教師、陶工の守護聖人である。シュタイナウは中世以来、重要な製陶の街であった。聖女は、輪と剣を握っているが、これは彼女の殉教の凶器であった。聖カタリナの図像の多くでは、輪は壊れているのだが、シュタイナウの紋章では壊れていない。盾内の小盾はハーナウ伯の紋章に由来する。ハーナウ伯は、シュタイナウ地方を長年にわたって支配しており、時にはオーバーグラーフシャフトの所在地になったり、短期間ではあるがハーハウ伯の宮廷所在地になったりした。5つの星の意味は明らかでない。

## 文化と見所

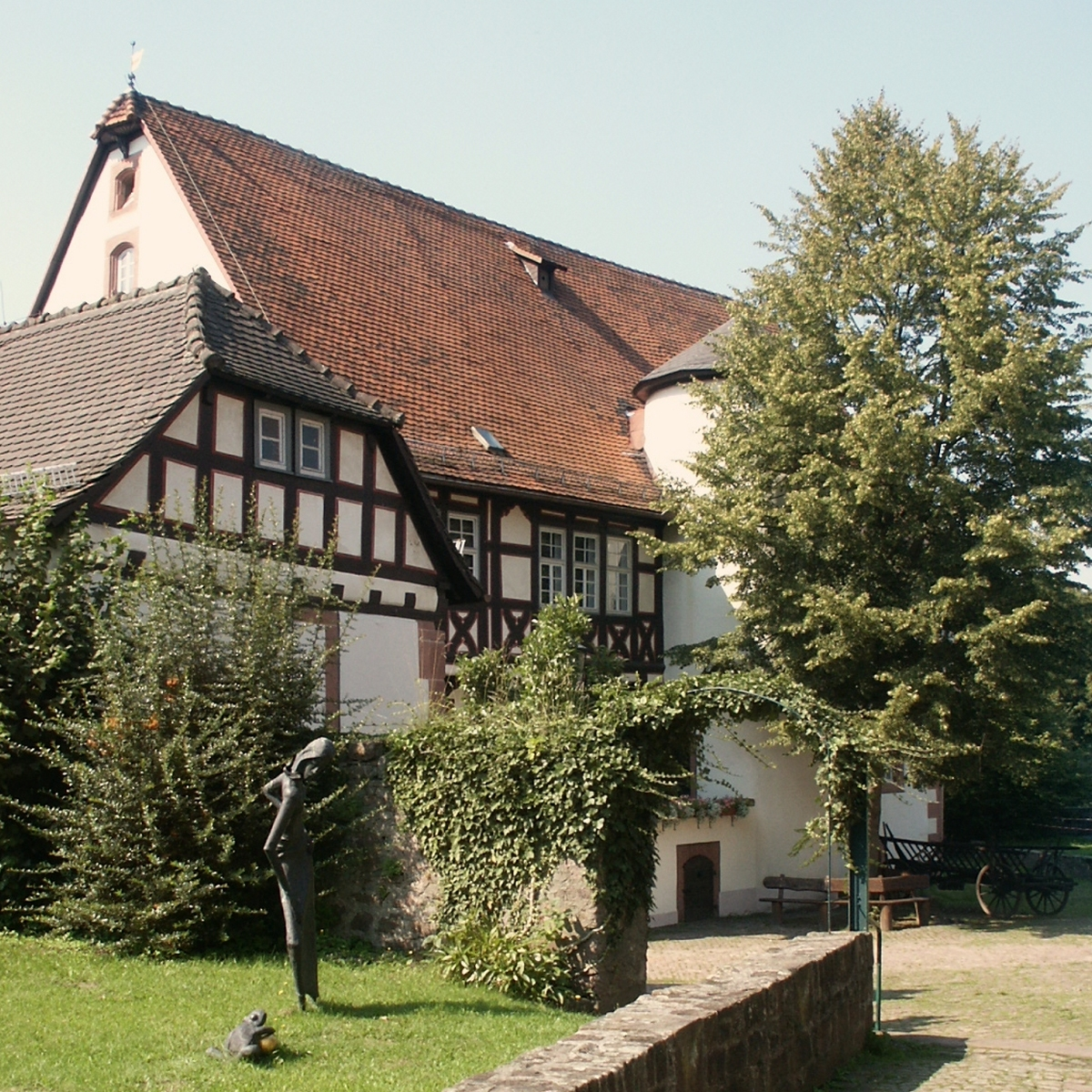
グリム兄弟の家とかえるの王さまの像

シュタイナウは、ドイツ・メルヘン街道およびドイツ木組みの家街道沿いに位置している。

### 演劇
- マリオネット・シアター「ディー・ホルツケッペ」

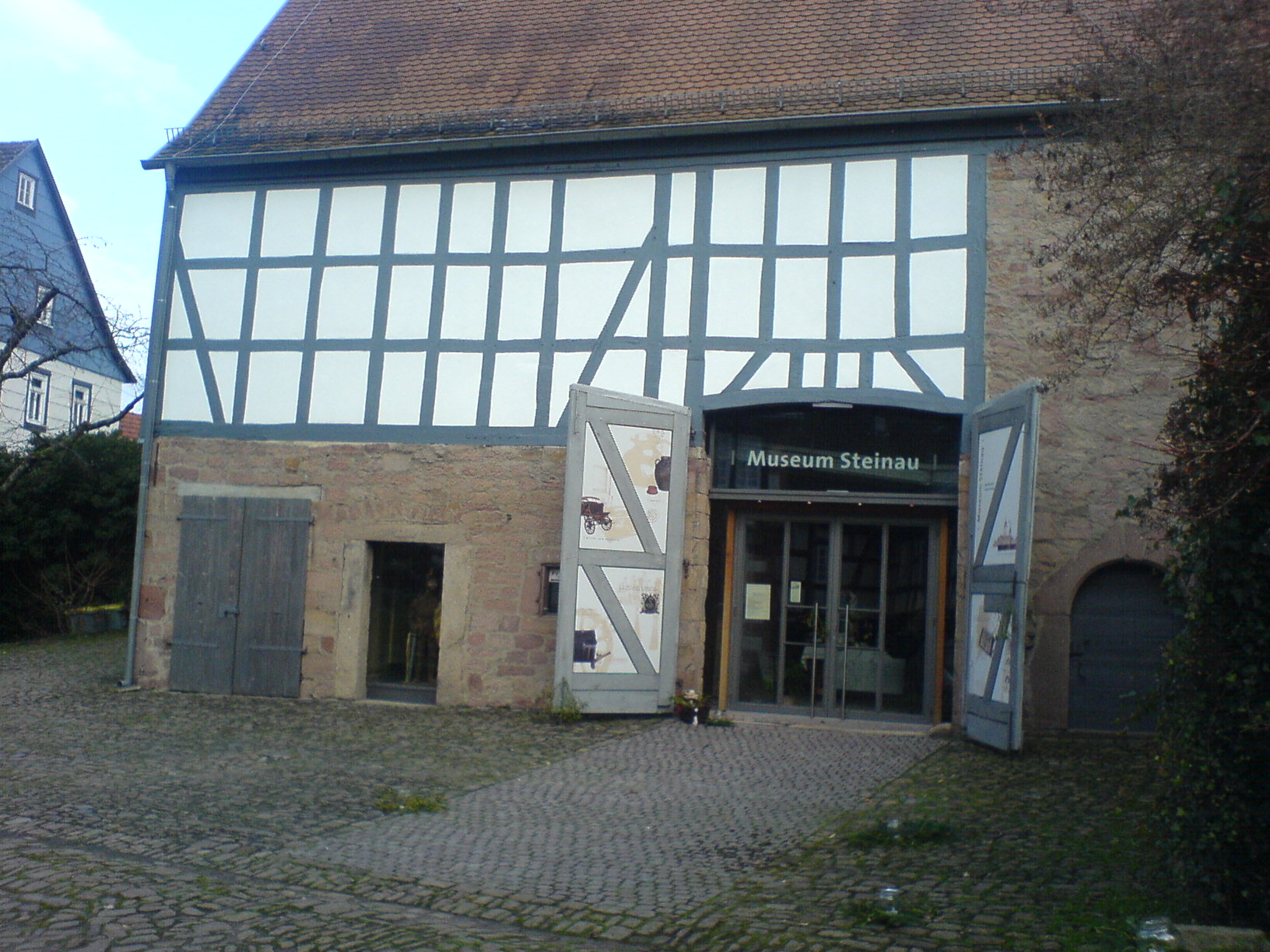
シュタイナウ博物館

### 博物館
- グリム兄弟の家シュタイナウ。旧役場のグリム兄弟記念館。ヤーコプ・グリムとヴィルヘルム・グリムは、その幼少期、1791年 - 1796年にここに住んでいた。

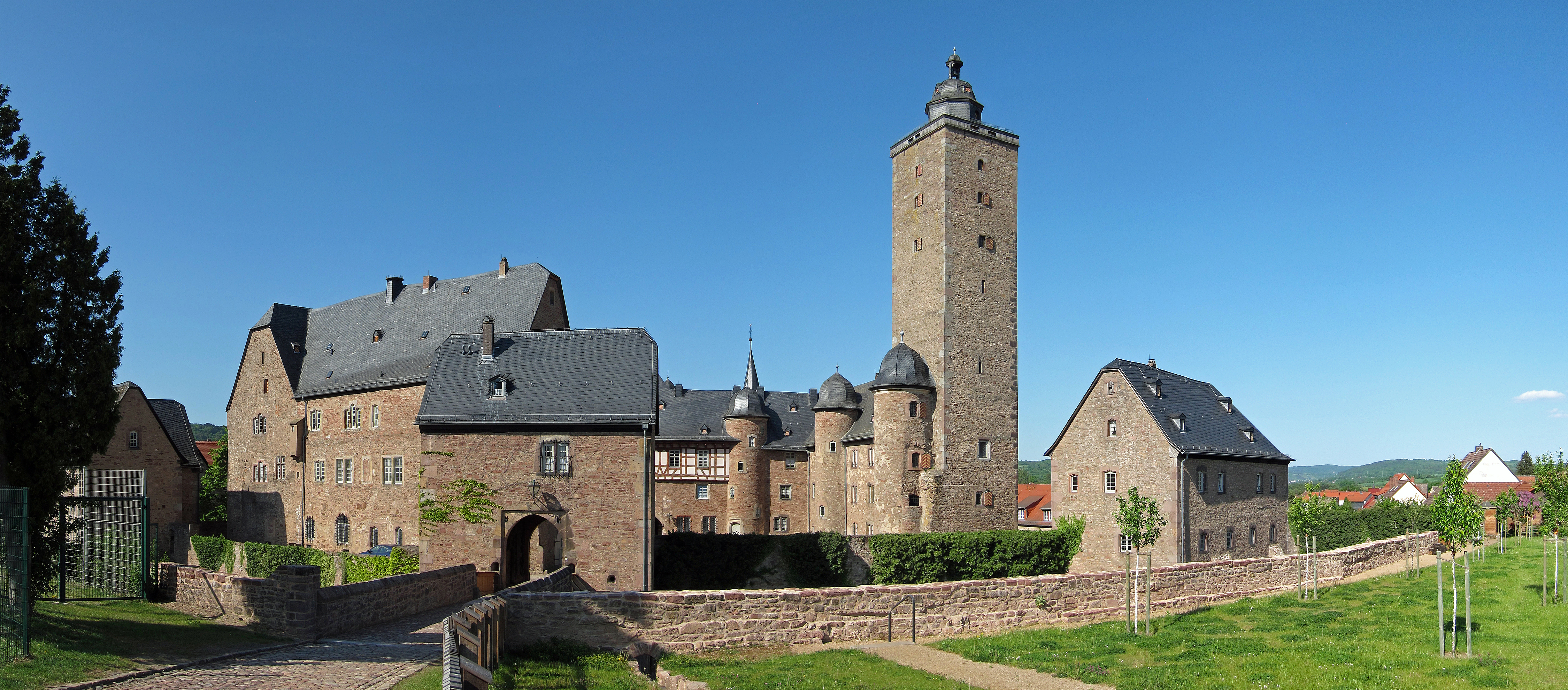
シュタイナウ城

- シュタイナウ博物館（街道沿いの博物館）
- 城館博物館
- 歴史的な日用品の私立博物館

### 建築
- シュタイナウ城
- 旧役所（1562年建造）。ハーナウ＝ミュンツェンベルク伯あるいはハーナウ伯領のアムト・シュリュヒテルンおよびアムト・シュタイナウの地域行政のための役場であった。現在はグリム兄弟の家シュタイナウ。
- アムツホーフショイネ（1562年頃建造）。かつての役所の納屋。現在はシュタイナウ博物館。
- カタリーネン教会。13世紀に建設された、おそらくシュタイナウで最も古い建造物である。修復の際、古い建築の基礎壁が発見されたが、埋め戻された。
- ラインハルツ教会。クリスティアン・ルートヴィヒ・ヘルマン（1725年 - 1731年）によるバロック様式のプロテスタント教会。
- フォン・ヴェルスベルク礼拝堂（墓地礼拝堂、1616年建造）。
- 数多くの路地や保存状態の良い木組み建築が多く保存されている歴史的な中核地区
- 監視塔を持つ市壁と、4つの監視所を有する旧国境防衛施設（現在は遊歩道となっている）: 市の北にあるマールボルン監視所およびオールヴァルト監視所、南にあるベルリング監視所とザイデンレート監視所（再建された建物）。

### 余暇・スポーツ施設
- 屋外プール。子供用水浴びプールと飛び込みプール、2つのウォータースライダーがある。
- テニス場
- 2カ所のサッカー場
- 3カ所の乗馬場
- 釣り場
- 貸しペダルボートがある堰止め湖
- シュタイナウ・アン・デア・シュトラーセ体験パーク
- クレッターヴァルト・シュタイナウ
- トイフェルスヘーレの上にあるベルクヴァイハー（山の池）への 90段の道。この池は、スイレン、ヨシ、トンボ、カエルが生育する自然のままの小池である。
- ヘッセン自転車道 R3号線（ライン＝マイン＝キンツィヒ自転車道）がこの街を通っている。この自転車道は、「Spätlesereiter の轍」というモットーの下、ライン川、マイン川、キンツィヒ川沿いにフルダを通り、レーン山地のタンまで伸びている。

### 年中行事
- ヨッケス＝マルクト
- カタリーネンマルクト
- メルヘンの日曜日
- シュタイナウの人形劇の日[6]
- クリスマスマーケット

## 経済と社会資本
シュタイナウの経済は、ゴムおよび合成樹脂、化学、電子工学、木工業、機械工学といった分野で構成されている。観光業も無視できない重要性を占めており、毎年のべ約 1万泊の宿泊客がある。ウルムバッハ市区は州指定の保養地である。
連邦アウトバーン A66号線や鉄道フランクフルト - フルダ線により、シュタイナウは自動車や鉄道の交通の便が良い立地にある。この街は観光のみならず、企業にとってもライン＝マイン地区やフルダへの理想的な門口となっている。

### 教育
ブリューダー・グリム・シューレ

### 連邦立・州立機関
- 連邦技術支援庁 (THW) および THW-ユーゲントの基地がある。

## 人物

### ゆかりの人物
- オットー・ブルンフェルス（1488年 - 1534年）神学者、植物学者
- ヤーコプ・グリム（1785年 - 1863年）言語学者、文学者、童話作家
- ヴィルヘルム・グリム（1786年 - 1859年）言語学者、文学者、童話作家
- ルートヴィヒ・エミール・グリム（1790年 - 1863年）画家、銅版画家

## 引用
1. ↑  Hessisches Statistisches Landesamt: Bevölkerung in Hessen am 31.12.2023 (Landkreise, kreisfreie Städte und Gemeinden, Einwohnerzahlen auf Grundlage des Zensus 2011)]
2. ↑  Max Mangold, ed (2005). Duden, Aussprachewörterbuch (6 ed.). Dudenverl. p. 745. ISBN 978-3-411-04066-7
3. ↑  Theodor Ruf: Hanau und Rieneck. Über das wechselhafte Verhältnis zweier benachbarter Adelsgeschlechter im Mittelalter. In: Neues Magazin für Hanauische Geschichte, 8. Bd., Nr. 6, pp. 300-311 (304).
4. ↑  2011年3月27日の市議会議員選挙結果、ヘッセン州統計局（2012年9月6日 閲覧）
5. ↑  “Bürgermeisterstichwahl - Stadtverwaltung Steinau a.d.Str. - 15.11.2020”. 2021年9月18日閲覧。
6. ↑  シュタイナウの人形劇の日